# Cestrum undulatum
Cestrum undulatum är en potatisväxtart som beskrevs av Hipólito Ruiz López och Pav. Cestrum undulatum ingår i släktet Cestrum och familjen potatisväxter. Inga underarter finns listade i Catalogue of Life.